# Gryne vermiculata
Gryne vermiculata is een hooiwagen uit de familie Cosmetidae.